# Ea H'Mlây
Ea H'Mlây là một xã thuộc huyện M'Drắk, tỉnh Đắk Lắk, Việt Nam.
Xã Ea H'Mlây có diện tích 51,65 km², dân số năm 1999 là 3127 người, mật độ dân số đạt 61 người/km².